# Ermita de la Virgen del Puerto (Madrid)
La ermita de la Virgen del Puerto de Madrid (España) está situada en el paseo de la Virgen del Puerto (antiguo paseo Nuevo de la Corte), en las inmediaciones del Palacio Real. Es obra de Pedro de Ribera, fue construida entre 1716 y 1718 por empeño personal de Antonio de Salcedo y Aguirre, primer marqués de Vadillo, por entonces corregidor de Madrid. La ermita resultó seriamente dañada en el transcurso de la Guerra Civil durante la defensa de Madrid, y toda la decoración interior junto con la talla de la Virgen fue destruida. Durante siglos fue el destino de la romería madrileña en veneración de la imagen de la Virgen del Puerto que hay en su interior, costumbre que dio lugar a la verbena de la Melonera. 

## Historia
La ermita tuvo su origen en la imagen tallada de la Virgen del Puerto existente en su interior. Bajo el reinado de Felipe V el corregidor de Madrid, Francisco Antonio de Salcedo y Aguirre, marqués de Vadillo, le encargó al entonces joven Pedro de Ribera embellecer y ordenar los alrededores del viejo Alcázar. La primera gran obra que realizó Ribera en Madrid fue la ordenación del terreno que había entre el Manzanares (Campos de la Tela) y el Campo del Moro. El paseo y arboleda se denominó paseo de la Virgen del Puerto en honor a la patrona de Plasencia, ciudad de la que el marqués de Vadillo había sido corregidor durante siete años (1689-1696) y en la que había desarrollado una gran devoción por la advocación mariana placentina. Las obras estaban completas en 1718, ya que el 7 de septiembre se solicitó permiso para trasladar la imagen desde el Colegio Imperial hasta su nueva sede. La procesión se celebró el día 10 de ese mismo mes. Al acto asistió el Ayuntamiento, el cabildo y los grandes de la Corte. 
Antonio de Salcedo y Aguirre realizó las gestiones necesarias para que la Virgen del Puerto, patrona de Plasencia, se instalara en las dependencias de la ermita, y dispuso que en sus dependencias se encontraran al servicio religioso dos capellanes. Dejó el patronazgo de la ermita a sus descendientes del marquesado de Vadillo. A pesar de ello, y debido a la residencia de los marqueses fuera de Madrid, el patronazgo recayó en los Padres Rectores del Colegio Imperial. El edificio es uno de los ejemplos del arte barroco madrileño, siendo una de las primeras obras en Madrid de Pedro de Ribera. El encargo fue doble, por un lado el edificio, por otro el paseo que se finalizó en 1726. En época de Carlos III el Paseo Nuevo (en la actualidad de la Virgen del Puerto) se elevó y se construyó una escalera para salvar el desnivel entre el paseo y la ermita. En 1780 se construyeron casas en los alrededores de la ermita, iniciándose así la urbanización de la zona. El arquitecto Juan Durán hizo ampliaciones a la ermita incluyendo nuevas dependencias al edificio. También tomó la decisión de retirar las cubiertas de pizarra de los chapiteles y recubrirlas con cinc. 
En el año 1936 la ermita fue asaltada por grupos anticlericales y se perdieron los retablos originales. Durante la Guerra Civil, la ermita y sus edificios anejos quedan muy dañados por encontrarse en las inmediaciones de un frente de batalla que existió durante casi dos años y medio. Al finalizar la contienda el edificio estaba tan deteriorado por el efecto de los proyectiles que sólo mostraba en pie sus muros maestros de fábrica y la cúpula ochavada. Los chapiteles de pizarra quedaron agujereados por el bombardeo artillero; los paramentos exteriores derribados. La talla de la virgen quedó destrozada y la nueva se encargó al escultor Víctor González Gil. Finalmente fue declarada Monumento Nacional en 1945, año en el que comenzó su completa reconstrucción. Del encargo se hizo cargo al ingeniero Carlos Mendoza (autor de la canalización del Manzanares). La reconstruida nueva ermita fue inaugurada de nuevo en 1951. La reconstrucción fue mencionada en el NO-DO, se confirió una condecoración al párroco de Santa María de la Cabeza y se efectuó una romería a la misma ermita. Con posterioridad se volvió a restaurar, eliminando el revoco de las fachadas y dejando al aire los ladrillos y la sillería de sus paramentos. En esta restauración se volvieron a poner las pizarras en su cubierta, retirando las planchas de cinc que había desde 1789. Entrado el siglo XXI el conjunto del paseo y la ermita se incluyeron en el entorno de Madrid Río.

## Características

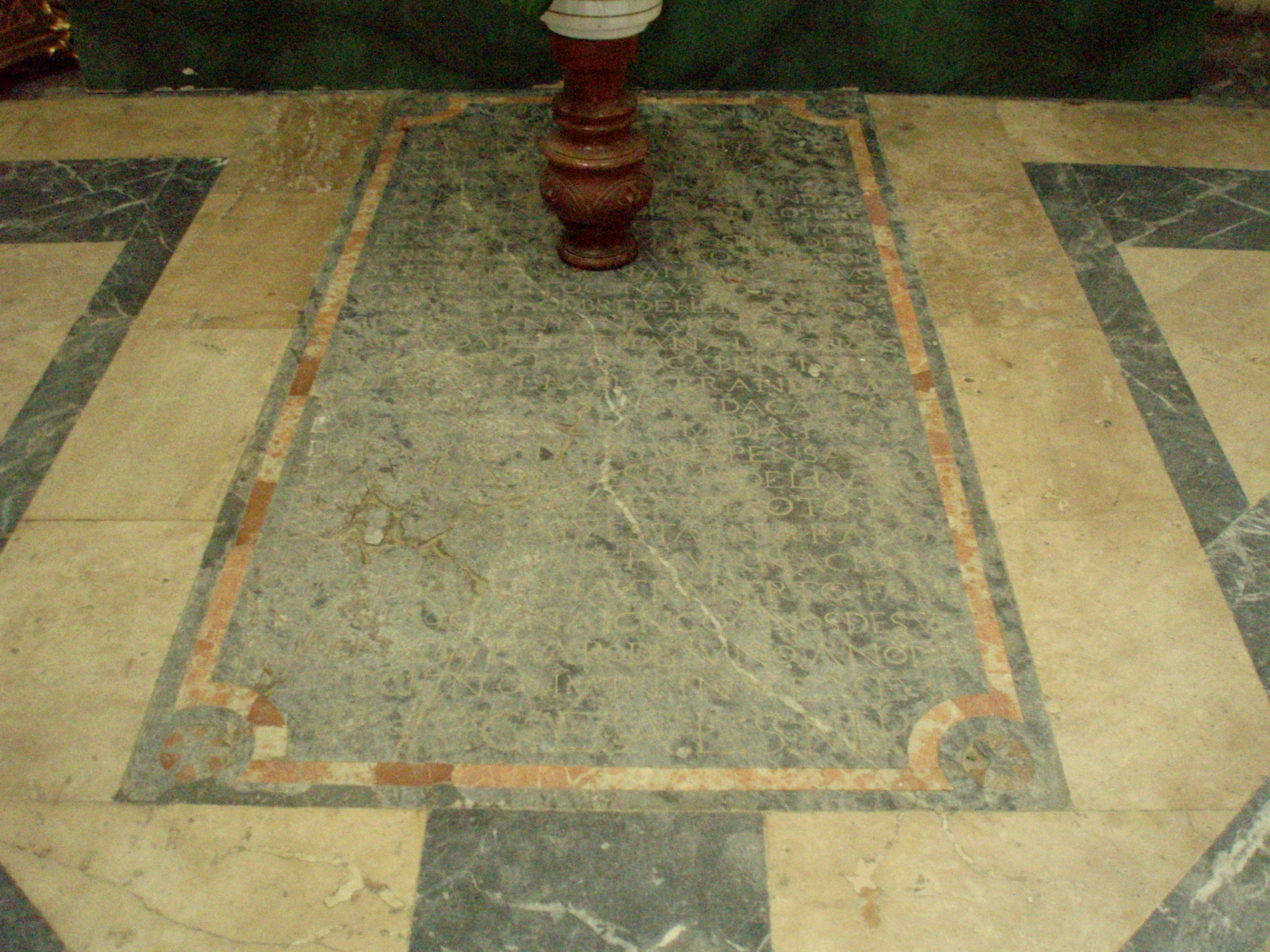
Lápida del sepulcro del marqués de Vadillo

Se trata de uno de los primeros ejemplos de arquitectura barroca en España. La fachada se encuentra marcada por dos torres, cada una de ellas coronadas por campanas y chapiteles. El portal es adintelado. El interior de la ermita fue construido en periodo borbónico. La capilla es de planta ochavada. En su interior se puede ver el sepulcro del marqués de Vadillo, también realizado por Pedro de Ribera. Las decoraciones de las torres se realizan con balcones, sitios privilegiados desde los que los patronos asistían a los momentos más interesantes de las romerías y los festejos. El chapitel de la cúpula se soporta sobre un tambor octogonal (ochavado). El edificio está sustentado por pilastras. La explanada en torno a la ermita sirvió de lugar para la celebración de las romerías que posteriormente se trasladaron al Parque de la Arganzuela a finales del siglo XX. Inicialmente fueron celebradas por los inmigrantes gallegos y asturianos que se congregaban en Madrid. Su forma general fue calcada en las ermitas seiscentistas de los jardines del palacio del Buen Retiro, formaba parte de un interesante complejo urbanístico, lo mismo que el puente de Toledo sobre el cauce del río Manzanares.

## La Virgen del Puerto
La talla original era una copia de la que existe en la Ermita de la Virgen del Puerto de Plasencia, pero desapareció durante la Guerra Civil. La que hoy existe es una copia de aquella. La veneración popular por la Virgen del Puerto hizo que a comienzos de septiembre se creara una romería. Ya en el siglo XIX era conocida popularmente como la Melonera, por los puestos de ventas de melones y sandías que se solían instalar en las cercanías a la ermita. Estos puestos abastecían a los romeros que aprovechaban los sotos, y los prados para celebrar. Su festividad se estableció el 8 de septiembre, celebrándose una romería y verbena, llamadas Fiestas de la Melonera. En el periodo de la posguerra, debido a la destrucción de la zona, las fiestas se "desplazaron" a la vecina Arganzuela. Zona donde resucitaron en 1983, tomando como eje festivo el paseo de la Chopera.